# Марикопа (град)
Вижте пояснителната страница за други значения на Марикопа.
Марикопа (на английски: Maricopa) е град в окръг Пинал, щата Аризона, САЩ. Марикопа е с население от 45 571 жители (2008) и обща площ от 82,4 km². Намира се на 358 m надморска височина. ZIP кодът му е 85139, 85138, а телефонният му код е 520.